# La Veuve joyeuse (film, 1925)
Pour les articles homonymes, voir La Veuve joyeuse.
Pour plus de détails, voir Fiche technique et Distribution.
La Veuve joyeuse (titre original : The Merry Widow) est un film réalisé par Erich von Stroheim, sorti en 1925.

## Synopsis
Dans le petit royaume du Monteblanco, Le prince Danilo en virée avec son cousin Mirko, tombe amoureux d'une danseuse, Sally O'Hara, qu'il promet d'épouser. Le roi Nikita interdit le mariage : on n'épouse pas de roturière dans la famille. Mirko, qui a des penchants sadiques, s'empresse d'aller annoncer la nouvelle à Sally, qui s'effondre. Désemparée, elle cède aux avances du vieillissant baron Sadoja, le riche banquier du royaume. Quelque temps plus tard celui-ci décède et elle hérite de sa fortune. Elle part vivre à Paris. Devenue riche, elle intéresse les têtes couronnées du royaume. Mirko part à Paris pour tenter de l'épouser et par là même la soustraire à Danilo qui l'aime toujours. Danilo rejoint à son tour Paris…

## Fiche technique
- Titre : La Veuve joyeuse
- Titre original : The Merry Widow
- Réalisation : Erich von Stroheim
- Scénario : Erich von Stroheim et Benjamin Glazer d'après l'opérette Die Lustige Witwe de Victor Léon et Léo Stein
- Photographie : Oliver T. Marsh, Ben Reynolds et William H. Daniels
- Montage : Frank E. Hull et Margaret Booth
- Musique : William Axt et David Mendoza d'après la musique de Franz Lehar
- Décors : Cedric Gibbons, Richard Day
- Costumes : Richard Day et Erich von Stroheim
- Cartons : Marian Anslee
- Producteur : Erich von Stroheim et Irving Thalberg
- Société de production: Metro-Goldwyn-Mayer
- Pays d'origine :  États-Unis
- Format : Noir et blanc + une séquence en Technicolor — 35 mm — 1,33:1 — Muet
- Genre : Comédie dramatique
- Durée : 125 minutes (2 h 5)
- Dates de sortie : 
  -  États-Unis : 26 août 1925 à l'Embassy Theatre de New York

## Distribution
- Mae Murray : Sally O'Hara

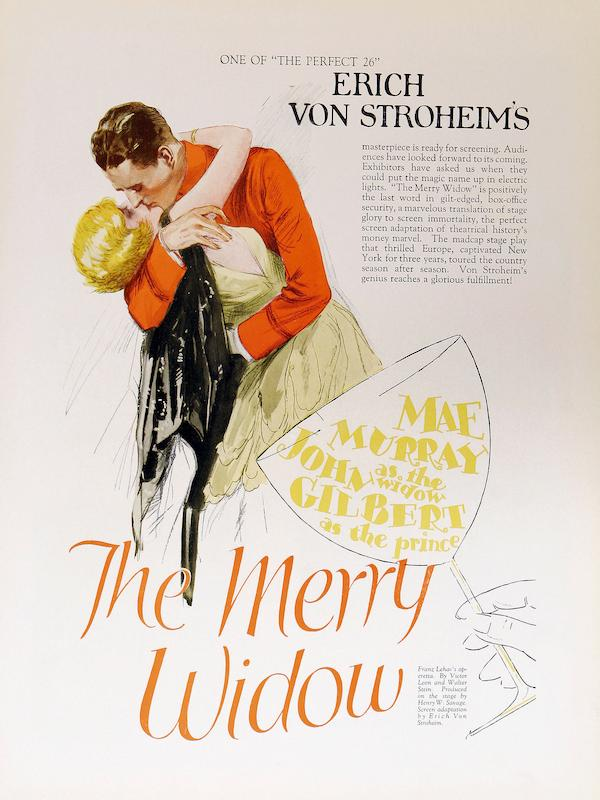
Annonce du film en 1925

- John Gilbert : prince Danilo Petrovich
- Roy D'Arcy : prince héritier Mirko
- Josephine Crowell : reine Milena
- George Fawcett : roi Nikita I
- Tully Marshall : baron Sixtus Sadoja (le banquier du royaume)
- Edward Connelly : baron Popoff (l'ambassadeur)
- Albert Conti : l'aide de camp du prince Mirko

Et, parmi les acteurs non crédités :
- Joan Crawford : une figurante dans la salle de bal
- Jacqueline Gadsden : Madonna
- George Nichols : un portier
- Lon Poff : un laquais du baron Sadoja
- Rolfe Sedan : un serveur de chez Maxim's
- Zack Williams : George Washington White